# Campeonato Uruguaio de Futebol de 1956
O Campeonato Uruguaio de Futebol de 1956 foi a 25ª edição da era profissional do Campeonato Uruguaio. O torneio consistiu em uma competição com dois turnos, no sistema de todos contra todos. O campeão foi o Nacional.

## Classificação[2]
| Pos | Equipe               | Pts | J  | V  | E | D  | GP | GC | SG  |
| --- | -------------------- | --- | -- | -- | - | -- | -- | -- | --- |
| 1°  | Nacional             | 32  | 18 | 15 | 2 | 1  | 54 | 19 | 35  |
| 2°  | Peñarol              | 29  | 18 | 13 | 3 | 2  | 50 | 17 | 33  |
| 3°  | Cerro                | 24  | 18 | 10 | 4 | 4  | 42 | 30 | 12  |
| 4°  | Defensor             | 18  | 18 | 6  | 6 | 6  | 34 | 33 | 1   |
| 5°  | Montevideo Wanderers | 15  | 18 | 3  | 9 | 6  | 16 | 23 | -7  |
| 7°  | Liverpool            | 15  | 18 | 6  | 3 | 9  | 31 | 40 | -9  |
| 6°  | Rampla Juniors       | 14  | 18 | 3  | 8 | 7  | 27 | 34 | -7  |
| 8°  | Danubio              | 14  | 18 | 6  | 2 | 10 | 18 | 31 | -13 |
| 9°  | Racing               | 13  | 18 | 5  | 3 | 10 | 25 | 45 | -20 |
| 10° | Sud América          | 6   | 18 | 1  | 4 | 13 | 18 | 43 | -25 |

|  | Campeão.                     |
|  | Rebaixado à Segunda Divisão. |

Promovido para a próxima temporada: Fénix.
| Campeonato Uruguaio de 1956   |
| ----------------------------- |
| Nacional Campeão (24º título) |